# 洼里区
洼里区，旧区名，是中华人民共和国河北省唐山市的一个旧行政区划。

## 沿革
1955年3月25日，由唐山市设置，将碑子园区东南部的两个乡归洼里区。在今河北省唐山市区东北部。1956年撤销，并入唐山市郊区和矿区。